# Коваленко, Денис Сергеевич
Дени́с Серге́евич Ковале́нко (25 апреля 1991, Харьков) — украинский гребец-каноист, выступает за национальную сборную Украины по гребле начиная с 2013 года. Серебряный призёр чемпионата мира, серебряный и трижды бронзовый призёр чемпионатов Европы, многократный победитель и призёр регат национального значения.

## Биография
Денис Коваленко родился 25 апреля 1991 года в городе Харькове Украинской ССР. Активно заниматься греблей начал в возрасте четырнадцати лет, позже присоединился к физкультурно-спортивному клубу «Химик», обучался в Академии внутренних войск МВД Украины.
Первого серьёзного успеха на взрослом международном уровне добился в сезоне 2013 года, когда вошёл в основной состав украинской национальной сборной и побывал на чемпионате Европы в португальском Монтемор-у-Велью, откуда привёз награду бронзового достоинства, выигранную в зачёте четырёхместных каноэ на дистанции 1000 метров. Год спустя на европейском первенстве в немецком Бранденбурге повторил это достижение, ещё через год на аналогичных соревнованиях в чешском Рачице вновь стал бронзовым призёром в той же дисциплине. Также в 2015 году выступил на чемпионате мира в Милане и в составе четырёхместного экипажа, куда также вошли гребцы Виталий Вергелес, Денис Камерилов и Эдуард Шеметило, завоевал на километровой дистанции серебряную медаль, уступив в финале только команде Румынии.
В 2016 году Коваленко принял участие в чемпионате Европы в Москве, где выиграл серебро в километровой гонке каноэ-четвёрок — в финальном заезде украинскую команду обошла сборная России.